# Hypocacia fruhstorferi
Hypocacia fruhstorferi är en skalbaggsart som beskrevs av Stefan von Breuning 1959. Hypocacia fruhstorferi ingår i släktet Hypocacia och familjen långhorningar. Inga underarter finns listade i Catalogue of Life.